# Al-Sadd Sports Club (pallamano)
L'Al Sadd Handball Team è una squadra di pallamano maschile qatariota, con sede a Doha, fondato nel 1969, e che fa parte della polisportiva del Al-Sadd Sports Club.
La squadra attualmente milita nella Qatar Handball League ed è uno dei club più titolati dell'Asia, avendo vinto 5 volte la Asian Club League Handball Championship.

## Palmarès

### Titoli Nazionali
- Qatari Handball League: 9

1986, 1988, 1989, 1994, 1997, 2001, 2002, 2009, 2010
- Coppa dell'Emiro: 7

1997, 1999, 2002, 2004, 2005, 2006, 2007
- Qatar Crown Prince Cup: 7

2002, 2003, 2004, 2005, 2006, 2009, 2010

### Titoli internazionali
- Asian Club League Handball Championship: 5

2000, 2001, 2002, 2003, 2005
- IHF Super Globe: 1

2002